# ماواتاپولا
ماواتاپولا (به لاتین: Mawatapola) یک منطقهٔ مسکونی در سری‌لانکا است که در استان مرکزی (سری‌لانکا) واقع شده‌است.